# 김나영 (1995년생 배드민턴 선수)
김나영(1995년 8월 3일~)은 대한민국의 배드민턴 선수로, 인천국제공항 스카이몬스 소속으로 활동하고 있다.